# Pink (film 2016 Chowdhury)
Pink è un film del 2016 diretto da Aniruddha Roy Chowdhury.

## Riconoscimenti
- Star Screen Awards 2016: 
  - Best Film
  - Best Actor
  - Best Dialogue
  - Best Editing
- Stardust Awards 2016: 
  - Best Actor (Male)
- Zee Cine Awards 2017: 
  - Best Film (Critics)
  - Best Actor- Male (Critics)
  - Best Dialogue
- National Film Awards 2017: 
  - Miglior film su questioni sociali
- Indian Film Festival of Melbourne 2017: 
  - Best Film
- Filmfare Awards 2017: 
  - Migliori dialoghi

## Remake
Il film è stato oggetto di un remake di un film in lingua tamil nel 2019 ovvero Nerkonda Paarvai, diretto da H. Vinoth.